# 羅馬坎帕尼亞
《羅馬坎帕尼亞》（英語：Roman Campagna）是托马斯·科尔的布面油畫。它現在藏於康乃狄克州的沃茲沃思學會。

## 外部連結
- 美国国家公园管理局：解析托马斯·科尔 （页面存档备份，存于）